# Wucheng Zhen (köping i Kina)
Wucheng Zhen är en köping i Kina. Den ligger i provinsen Sichuan, i den sydvästra delen av landet, omkring 1 300 kilometer nordost om provinshuvudstaden Chengdu.
Genomsnittlig årsnederbörd är 753 millimeter. Den regnigaste månaden är juli, med i genomsnitt 304 mm nederbörd, och den torraste är januari, med 5 mm nederbörd.